# Droid One
Droid One è un videogioco sparatutto a schermata fissa pubblicato nel 1986 per Commodore 16 dalla Bug-Byte. Consiste nel movimento e sparo multidirezionale contro alieni di aspetto perlopiù geometrico, come in una frenetica variazione sul tema di Robotron: 2084.
È l'ultimo gioco della trilogia di The Di-Planium Wars, dopo Diagon e Solo.

## Trama
Il robot protagonista deve difendere un gruppo di prospettori inviato su un pianeta a cercare il minerale Di-Planium che dà il nome alla serie.
Il minerale in realtà non fa alcuna apparizione nel gioco.

## Modalità di gioco
Si controlla un robot con aspetto sferico sopra uno sfondo vuoto e nero. Il robot può muoversi e sparare nelle quattro direzioni principali, su tutta l'arena di gioco rettangolare statica.
L'azione è veloce; il robot può attraversare tutto lo schermo in poco meno di tre secondi e alcuni dei nemici sono altrettanto rapidi.
Si devono evitare e distruggere numerosi alieni di aspetto robotico-geometrico che popolano caoticamente l'arena. Si perde una vita se toccati da un nemico o dai loro proiettili. Si aggirano anche umani da raccogliere e salvare per ottenere punti bonus.
Ci sono 32 livelli e 13 diversi tipi di nemici, che si materializzano direttamente sull'arena durante l'azione.
Se ne incontrano più tipi in ogni livello con diversi comportamenti, tra cui inseguitori, capsule che liberano altri nemici, e mine che esplodono lanciando shrapnel.
Il giocatore dispone anche di tre bombe intelligenti, attivabili da tastiera, che eliminano tutti i nemici attualmente sullo schermo.
Oltre al gioco normale, dove l'obiettivo di ogni livello è eliminare tutti i nemici, si può scegliere la modalità "missione suicida" dove per superare un livello si deve sopravvivere per un minuto.

## Accoglienza
Droid One fu apprezzato dalle riviste Zzap! (voto 78%), che lo descrisse come frenetico e giocabile, con grafica colorata e suono discreto, e Your Computer (voto 4/5), che ne notava la difficoltà.
Al contrario fu giudicato molto negativamente da Commodore User (voto 3/10), che lo riteneva senza cervello, con animazione fluida, ma gameplay scarso, tra l'altro con una lunga attesa e un fastidioso sonoro tra una vita e l'altra. Fu altrettanto negativa Aktueller Software Markt, che lo riteneva semplice, ma troppo confusionario.